# Sonnenbühl
Sonnenbühl è un comune tedesco di 7 059 abitanti, situato nel land del Baden-Württemberg.